# نتريد المغنيسيوم
نتريد المغنيسيوم هو مركب كيميائي لاعضوي صيغته Mg3N2، ويوجد على شكل صلب أخضر عفني.

## التحضير
يمكن أن يستحصل المركب من تسخين المغنيسيوم عند حوالي 300°س في جو من النتروجين:
{\displaystyle \mathrm {3\ Mg+\ N_{2}\longrightarrow \ Mg_{3}N_{2}} }
كما يمكن التحضير من التفاعل مع الأمونيا.

## الخواص
يوجد المركب في الشروط القياسية على شكل صلب أخضر عفني؛ وهو يتفاعل مع الماء محرراً الأمونيا ومشكلاً هيدروكسيد المغنيسيوم:
{\displaystyle \mathrm {Mg_{3}N_{2}+6\ H_{2}O\longrightarrow 3\ Mg(OH)_{2}+2\ NH_{3}} }

## الاستخدامات
يمكن أن يستخدم المركب حفازاً في تحضير البورازون.